# Álmodj velem!
Az Álmodj velem! (eredeti cím: Despertar contigo) 2016 és 2017 között vetített mexikói telenovella, amit Juan Carlos Perez és Adriana Suarez alkotott. 
A főbb szerepekben Daniel Arenas, Ela Velden, Aura Cristina Geithner, Enoc Leaño, Sara Corrales, Marcus Ornellas és Armando Silvestre látható. A sorozat a 2000-ben készült kolumbiai telenovella, a Pobre Pablo remakeje. 
Mexikóban a Las Estrellas 2016. augusztus 8-án, míg Magyarországon 2018. január 2-án a TV2 mutatta be.

## Cselekmény
Pablo szerény körülmények között él, testőrként dolgozik, hogy el tudja tartani a családját. Egy nap állást kap a virágtermesztés egyik legsikeresebb vállalkozója, Antonia Santamaría cégénél, aki megkéri, kísérje el őt egy konferenciára. Itt megismerkedik Maiaval, egy gazdag lánnyal. Maia és Pablo különböző társadalmi osztályokból származnak, de a két fiatal egymásba szeret. Antonia ezt kihasználja, és titokban bosszút forral, hiszen Maia nem más, mint legfőbb riválisa, Othón Alcalá lánya. Pablot ezért egy gazdag vállalkozónak állítja be, hogy ezáltal ártani tudjon Othónnak. Pablo mit sem sejt Antonia hátsó szándékáról, de egy nap azonban Maia rájön a hazugságokra. A bonyodalmak tovább fokozódnak, mikor kiderül, hogy mindketten párkapcsolatban éltek a konferencia előtt. Cindy (Pablo exe) és Federico (Maia exe) sem hajlandó lemondani korábbi párjukról, de Pablo és Maia szerelme azonban mindennél erősebb.

## Szereplők
| színész                | szerepnév                                  | megjegyzés | magyar hangok      |
| ---------------------- | ------------------------------------------ | --- | ------------------ |
| Daniel Arenas          | Pablo Herminio Leal Ventura                | Testőr, Tulia fia, Christian és Jenny Paola testvére, Nestor féltestvére, Maia szerelme/férje, Bernarda édesapja, Néstor és Federico ellensége/riválisa | Szabó Máté         |
| Ela Velden             | Maia Alcalá González                       | Orvos, Othón és Carmen lánya, Gael testvére, Federico ex felesége, Bernarda édesanyja és később Pablo szerelme/felesége                                 | Gáspár Kata        |
| Aura Cristina Geithner | Antonia Santamaría                         | Eligio exfelesége, Tatiana édesanyja, Othón szerelme/riválisa, Pablo főnöke                                                                             | Farkasinszky Edit  |
| Enoc Leaño             | Othón Alcalá                               | Üzletember, Carmen férje, Gael és Maia édesapja, Antonia szerelme/riválisa                                                                              | Kapácsy Miklós     |
| Sara Corrales          | Cindy Johanna Reyna Hidalgo                | Autószerelő, Cynthia és Rafael lánya, Pablo szerelme, Santiago édesanyja                                                                                | Bogdányi Titanilla |
| Gonzalo Peña           | Federico Villegas Duarte                   | Üzletember, Othón Alcalá személyi tanácsadója, Maia ex férje, Pablo riválisa                                                                            | Renácz Zoltán      |
| Christian Chávez       | Cristian Leal Ventura                      | Pablo és Jenny Paola testvére, Santiago édesapja | Czető Roland       |
| Marcus Ornellas        | Néstor Valenzuela / Néstor Leal            | Antonia Santamaría és Eligio Vallejo testőre, Christian és Pablo féltestvére.                                                                           | Dányi Krisztián    |
| Estefanía Villarreal   | Frida Díaz de la Vega                      | Modell, Maia barátnője, Rodolfo és Wilson szerelme | Kokas Piroska      |
| Alejandro Calva        | Rafael Reyna                               | Autószerviz tulajdonosa, Cindy édesapja, Cynthia férje, Tulia szerelme, Othón testvére                                                                  | Koncz István       |
| Mara Cuevas            | Carmen González                            | Othón felesége, Gael és Maia édesanyja és Eligio szerelme                                                                                               | Hámori Eszter      |
| Armando Silvestre      | Silvestre Leal                             | Nyugdíjas tűzoltó, Pablo, Christian és Jenny Paola nagyapja, Nestor megölte                                                                             | Csuha Lajos        |
| Leticia Huijara        | Tulia Ventura Vda. de Leal                 | Pablo, Christian és Jenny Paola édesanyja, Rafael szerelme                                                                                              | Kocsis Judit       |
| Anna Ciocchetti        | Cynthia Madrigal / Isaura Hidalgo de Reyna | Énekesnő, Rafael felesége, Cindy édesanyja | Orosz Anna         |
| Rodrigo Murray         | Eligio Vallejo                             | Üzletember, Antonia Santamaría exférje, Tatiana édesapja, Carmen szerelme                                                                               | Bognár Tamás       |
| Eloy Ganuza            | Álvaro                                     | Antonia Santamaría és Eligio Vallejo testőre, Pablo barátja                                                                                             | Vass Gábor         |
| Arturo García Tenorio  | Ismael                                     | Othón és Maia Alcalá testőre | Sótonyi Gábor      |
| Daniel Tovar           | Rodolfo Soler                              | Federico barátja, Frida szerelme | Markovics Tamás    |
| Lucas Bernabé          | Wilson                                     | Autószerelő, Cindy és Frida szerelme | Tasnádi Bence      |
| Alejandro Valencia     | Ferney                                     | Othón és Maia Alcalá testőre | Haagen Imre        |
| Roberta Damián         | Jenny Paola Leal                           | Pablo és Christian testvére | Pekár Adrienn      |
| Sebastián Poza         | Abel "Mosquito" Rojas                      | Jenny Paola szerelme | Pál Dániel Máté    |
| Isadora Vives          | Rosalía                                    | Tanuló, pincérnő, Jenny Paola barátnője | Czető Zsanett      |

## Fordítás
- Ez a szócikk részben vagy egészben  a   Despertar_contigo című angol Wikipédia-szócikk fordításán alapul.  Az eredeti cikk szerkesztőit annak laptörténete sorolja fel. Ez a jelzés csupán a megfogalmazás eredetét és a szerzői jogokat jelzi, nem szolgál a cikkben szereplő információk forrásmegjelöléseként.